# Nyarugunda
Nyarugunda är ett vattendrag i Burundi.   Det ligger i provinsen Ruyigi, i den centrala delen av landet, 120 km öster om huvudstaden Bujumbura.
Omgivningarna runt Nyarugunda är en mosaik av jordbruksmark och naturlig växtlighet. Runt Nyarugunda är det ganska tätbefolkat, med 155 invånare per kvadratkilometer.